# Варварівська сільська рада (Ємільчинський район)
Варварівська сільська рада — колишня адміністративно-територіальна одиниця та орган місцевого самоврядування у Городницькому і Ємільчинському районах Житомирської (Волинської), Коростенської округ, Київської, Житомирської областей УРСР та України з адміністративним центром у с. Варварівка.

## Населені пункти
Сільській раді були підпорядковані населені пункти:
- с. Варварівка
- с. Вересівка
- с. Катеринівка
- с. Мойсіївка
- с. Радичі

## Населення
Кількість населення ради, станом на 1923 рік, становила 1 565 осіб, кількість дворів — 239.
Кількість населення сільської ради, станом на 1924 рік, становила 1 467 осіб, з перевагою населення німецької національності; кількість господарств — 248.
Кількість населення ради, станом на 1931 рік, складала 1 560 осіб.
Відповідно до результатів перепису населення 1989 року, кількість населення ради, станом на 12 січня 1989 року, складала 1 268 осіб.
Станом на 5 грудня 2001 року, відповідно до перепису населення України, кількість мешканців сільської ради складала 1 075 осіб.

## Склад ради
Рада складалася з 12 депутатів та голови.

## Керівний склад сільської ради
| ПІБ                       | Основні відомості                                                               | Дата обрання | Дата звільнення |
| ------------------------- | ------------------------------------------------------------------------------- | ------------ | --------------- |
| Ксендзук Віталій Петрович | Сільський голова, 1961 року народження, освіта, безпартійний                    | 26.03.2006   | 31.10.2010      |
| Ксендзук Віталій Петрович | Сільський голова, 1961 року народження, освіта середня спеціальна, безпартійний | 31.10.2010   |                 |

Примітка: таблиця складена за даними джерела

## Історія
Створена 1923 року в складі с. Могилівка та колоній Варварівка, Маргаритівка Слобідська, Мойсіївка, Федорівка Сербівської волості Новоград-Волинського повіту Волинської губернії. 26 березня 1925 року реорганізована в німецьку національну сільську раду; до складу Катеринівської сільської ради відійшло с. Могилівка, підпорядковано кол. Сербівська Слобідка Сербо-Слобідської сільської ради Городницького району. Станом на 1 жовтня 1941 року колонії Маргаритівка Слобідська, Сербівська Слобідка та Федорівка не перебувають на обліку населених пунктів.
Станом на 1 вересня 1946 року сільрада входила до складу Ємільчинського району Житомирської області, на обліку в раді перебували села Варварівка та Мойсіївка.
11 серпня 1954 року до складу ради включено села Катеринівка, Могилівка та Радичі ліквідованих Катеринівської та Радичівської сільських рад Ємільчинського району Житомирської області.
Станом на 1 січня 1972 року сільська рада входила до складу Ємільчинського району Житомирської області, на обліку в раді перебували села Варварівка, Вересівка, Катеринівка, Мойсіївка та Радичі.
Виключена з облікових даних 17 липня 2020 року. Територію та населені пункти ради, відповідно до розпорядження Кабінету Міністрів України № 711-р від 12 червня 2020 року «Про визначення адміністративних центрів та затвердження територій територіальних громад Житомирської області», включено до складу Чижівської сільської територіальної громади Новоград-Волинського району Житомирської області.
Входила до складу Городницького (7.03.1923 р.) та Ємільчинського (22.02.1928 р.) районів.